# Craterocephalus
Craterocephalus – rodzaj ryb z rodziny aterynowatych (Atherinidae).

## Klasyfikacja
Gatunki zaliczane do tego rodzaju:
| - Craterocephalus amniculus - Craterocephalus capreoli - Craterocephalus centralis - Craterocephalus cuneiceps - Craterocephalus dalhousiensis - Craterocephalus eyresii - Craterocephalus fistularis - Craterocephalus fluviatilis - Craterocephalus fulvus - Craterocephalus gloveri - Craterocephalus helenae - Craterocephalus honoriae - Craterocephalus kailolae | - Craterocephalus lacustris - Craterocephalus laisapi - Craterocephalus lentiginosus - Craterocephalus marianae - Craterocephalus marjoriae - Craterocephalus mugiloides - Craterocephalus munroi - Craterocephalus nouhuysi - Craterocephalus pauciradiatus - Craterocephalus pimatuae - Craterocephalus randi - Craterocephalus stercusmuscarum - Craterocephalus stramineus |